# Elias Praxmarer
Elias Praxmarer (* 1994 in Hall in Tirol) ist ein österreichischer Komponist, Organist und Pianist. Seit Oktober 2018 wirkt er als Stiftsorganist in der Zisterzienserabtei Stift Stams.

## Leben und Wirken
Ersten Instrumentalunterricht erhielt Elias Praxmarer an der Musikschule in seiner Heimatgemeinde Längenfeld. Anschließend studierte er am Tiroler Landeskonservatorium und an der Universität Mozarteum Salzburg bei Annette Seiler (Klavier), Sebastian Euler (Klavier), Franz Baur (Komposition und Musiktheorie), Andreas Liebig (Orgel), und Michael Schöch (Orgel). Seine Ausbildung setzte er bei Bernhard Haas an der Hochschule für Musik und Theater München fort.
Als Solist und Kammermusikpartner konzertiert er regelmäßig im In- und Ausland. Seine geistlichen und weltlichen Kompositionen wurden bislang in zahlreichen europäischen Ländern aufgeführt. Insbesondere Praxmarers Orgelwerke waren in bedeutenden Sakralbauten, wie der Laurenskerk in Alkmaar, dem Freiberger Dom, der Vasa Church in Göteborg, der Hamburger Michaelis-Kirche, dem Innsbrucker Dom und der Stiftskirche Zwettl zu hören. Kompositionsaufträge erfolgten von renommierten Festivals und Ensembles, wie dem Osterfestival Tirol, der Bayerischen Philharmonie, dem Orchester der Akademie St. Blasius, dem Kammerorchester InnStrumenti, dem Orchester Sonarkraft und dem Zentaur-Quartett München.
Für seine künstlerische Tätigkeit erhielt er mehrere Stipendien und Auszeichnungen, darunter das Richard-Wagner-Stipendium und das Hilde-Zach-Kompositionsstipendium der Landeshauptstadt Innsbruck. 2023 gewann er den renommierten ersten Preis beim Internationalen Orgel-Kompositionswettbewerb in Saarlouis. Als jüngster Preisträger in der Geschichte des Wettbewerbs setzte er sich unter 50 Teilnehmern aus 19 Nationen durch.
Seit 2018 obliegt ihm als Stiftsorganist des Zisterzienserstiftes Stams die Betreuung des bedeutsamen Stamser Orgelschatzes sowie in Zusammenarbeit mit Hannes Torggler die künstlerische Leitung des internationalen Orgelfestivals „stift stams sakral“.
Im Jahr 2021 übernahm Praxmarer zusammen mit Michael Schöch die Leitung des Internationalen Paul-Hofhaimer-Orgelwettbewerbs in Innsbruck.
Elias Praxmarer lehrt als Senior Lecturer an der Universität Mozarteum Komposition, Musiktheorie und Gehörbildung.

## Werke (Auswahl)

### Vokalwerke
- Verzweiflung – nach Gedichten von F. Nietzsche für Mezzosopran, Klarinette und Streichorchester (2015)
- Credo – anlässlich 500 Jahre Reformation, für Chor und Orgel (2016)
- Prophetes – für Mezzosopran und Kammerorchester (2018)
- Agnus Dei – anlässlich 500. Todestag von Maximilian I. für Chor und Orgel (2019)
- Sontagsfrühe – für Sopran, Violine solo, Orgel und Streichorchester (2021)
- Magnificat – für Chor und Streichorchester (2021)
- riyāḍ – anlässlich 40 Jahre Universität Mozarteum – Expositur Innsbruck, für Violine, Klavier und Kinderchor (2022)
- Kantate – für Kammerchor und Streichorchester (2024)
- Zahlreiche geistliche und weltliche Lieder, sowie Vocal-Kompositionen für den kirchenmusikalischen Gebrauch

### Orchesterwerke und Konzerte
- Intermezzo – für Klavier solo und Streichorchester (2017)
- Fantasie über "Stille Nacht! Heilige Nacht! – für Kammerorchester (2018)
- 1809 – Konzert für Orgel und Orchester (2020)
- Lux extendens – Konzert für Orgel und Orchester (2022)
- Fest-Ouvertüre – anlässlich 750 Jahre Stift Stams (2023)
- "Bayern klingt!" - "Fröhlich Neujahr!" – für das Konzerthaus Berlin (2025)

### Kammermusik
- Passacaglia – für zwölf Blechbläser und Schlagwerk (2016)
- Introduktion und Variationen über einen Gesang – für Violine und Orgel (2016)
- Nonett – für gemischtes Ensemble (2017)
- Atropos – für 2 Violinen, Violoncello, Klarinette und Schlagwerk (2018)
- Präludium und Fuge – für Streichquartett (2019)
- Fesseln – für Streichquartett (2019)
- Suite zu 4 Sätzen – für Violine und Gitarre (2019)
- ’s gheart so II – für Trompete, Klarinette, Saxophon und Schlagwerk (2019)
- Phantasmagorie II – für Klavier vierhändig und Streichsextett (2019)
- Coronos – für Klaviertrio (2020)
- Variatio – für Klaviertrio (2021)
- 3 ernste Gespräche – für Holzbläser-Oktett (2021)
- Festproprium – anlässlich 800 Jahre Pfarrkirche Umhausen, für Trompete, Horn und Orgel (2021)
- Moerae – für Violine, Violoncello und Orgel (2023)

### Werke für Tasteninstrumente
- Phantasmagorie – für zwei Orgeln (2016)
- Zwei Fantasien – für Klavier (2016)
- ’s gheart so – für Truhenorgel und Cembalo (2017)
- Baptismos – für Orgel (2018)
- Von letzten Dingen – für Orgel (2018)
- Fantasie über den Choral "O Welt, ich muss dich lassen" – für Orgel (2019)
- Drei Choralvorspiele über Passionschoräle – für Orgel (2021)
- St. Michaels-Präludium – für Orgel (2022)
- Drei Meditationen – für Orgel (2022)
- Trois Préludes – für Orgel (2022)
- Das alte Jahr vergangen ist – für Orgel (2022)
- Vier Improvisationen – für Orgel (2023)
- Dam pacem Domine – für Orgel (2023)
- Sieben Heiligen-Betrachtungen – für Orgel (2024)
- Choralparaphrase über "Da Jesus an dem Kreuze stund" - für Orgel (2025)
- Zahlreiche weitere kirchenmusikalische Kompositionen für Orgel